# Esteviol
El esteviol es un diterpeno aislado por primera vez de la Stevia rebaudiana en 1931. Aunque su estructura química no se dilucidó completamente hasta 1960. Este compuesto se encuentra normalmente en la naturaleza en forma de glucósidos, incluyendo los compuestos químicos dulces conocidos como  esteviósidos.